# Комунистическа партия
Комунистическата партия (КП) е политическа партия, която твърди, че се стреми към комунизъм (или поне безкласово общество) като държавно и обществено устройство.
Първата комунистическа партия е организацията на болшевиките, водена от Ленин, който като цяло въвежда названието „комунистическа партия“. Преименуването на Руска социалдемократическа работническа партия в Руска комунистическа партия (болшевики) се извършва през 1918 г. за разграничаване от политиката на дотогава водещата в Европа социалистическа работническа партия – немската Социалистическа партия на Германия, одобряваща Първата световна война. Като се започне от Ленинските теории за осъществяване на пропагандирания от Карл Маркс ред, след руската октомврийска революция през 1917 по света възникват други комунистически партии, най-често чрез отцепване от съществуващи социалистически и социалдемократически, след като последните се прехвърлят на реформаторски ориентиран курс и, по мнение на революционните марксисти, се отдалечават от „пролетарския интернационал“ в хода на Първата световна война и при избуяването на Втори интернационал.
Светогледната основа на комунистическите партии се изгражда на историческите, икономическите и философските разбирания на марксизма, които образуват теоретическия фундамент на комунистическото учение. То е развивано след 1848 г. от Карл Маркс и Фридрих Енгелс.
Още през 19 век и значително през 20 век се стига до различни интерпретации и доразвития на марксистките учения, които довеждат до съществуването понастоящем (2007 г.) на множество концепции на комунизма и социализма (напр. ленинизъм, троцкизъм, сталинизъм, титовизъм, маоизъм, живковизъм, еврокомунизъм, операизъм и т.н.). Теорията на Ленин за централното значение на комунистическата партия като „авангард на работническата класа“ оказва голямо влияние за всички последвали системи на реален социализъм.
Различните интерпретации довеждат в крайна сметка до отделяне и образуване на нови комунистически партии, които съществуват едновременно и продължават да съществуват в доста плуралистични демократични държави. Между тях понякога съществуват спорове и обвинения за „предателство“ спрямо първоначалната комунистическа идея.
Сходни констатации се правят и при съпоставката на историческите деяния на комунистическите управления с комунистическата идея.

## Популярни наименования
Партията (или Нашата партия) е синоним, който замества името на управляващата комунистическа партия, поради факта, че често тя е единствената и има водеща роля в обществения живот. Съответно партиец не означава означава комунист, а човек член на партията.